# Décennie 1410 en arts plastiques
Chronologie des arts plastiques
Années 1400 - Années 1410 - Années 1420

## Événements
- Vers 1415 : Filippo Brunellesco dit Brunelleschi découvre les lois fondamentales de la perspective à Florence, cette découverte marque le début de la Renaissance italienne[1]. En 1418 il conçoit une « boîte optique » qui donne grâce à des miroirs une impression de relief à une vue de Florence[2].

## Réalisations
- 1409-1417 : Nanni Di Banco réalise Les Quatre Saints couronnés (Quattro Santi Coronati) dans la chapelle Orsanmichele à Florence en Italie[3].
- 1409-1419 : Fonte Gaia, fontaine réalisée pour la place publique de Sienne par Jacopo della Quercia[4]. Les sculptures de Rhéa Silvia et d'Acca Larentia sont les premiers nus féminins présents dans un lieu public depuis l'Antiquité.
- Vers 1410 : Heures de Guise manuscrit enluminé par le Maître de Guy de Laval ou Maître de Guise, le Maître de Boucicaut et le Maître d'Egerton[5].
- 1410-1415 : 
  - Andreï Roublev peint les icônes du Sauveur, de l'archange saint Michel et de saint Paul apôtre conservées à la galerie Tretiakov à Moscou[6].
  - Livre d'heures de Jean de Boucicaut, manuscrit enluminé par le maître de Boucicaut[2].
  - Triptyque de l'Annonciation de Lorenzo Monaco.
- 1411 :  Andreï Roublev peint probablement son icône la plus connue, l'icône de la Trinité, pour la laure de la Trinité-Saint-Serge à Serguiev Possad[6].
- 1410-1416 : Henri Bellechose peint le Retable de saint Denis , commandé par Philippe le Hardi pour l'église de la chartreuse de Champmol[2].
- 1411 : Andreï Roublev peint probablement son icône la plus connue, l'icône de la Trinité, pour la laure de la Trinité-Saint-Serge à Serguiev Possad[6].
- 1411-1413 : Donatello sculpte une statue de Saint Marc pour l'église d'Orsanmichele à Florence[7].
- 1411-1416 : travail sur Les Très Riches Heures du duc de Berry par les frères Limbourg, illustrateurs flamands, commandé par Jean, duc de Berry[2]. Ce document constitue l'un des plus beaux exemples de l'art du manuscrit et de l'enluminure au Moyen Âge.
- 1412-1416 : Lorenzo Ghiberti réalise la statue en bronze de Saint Jean Baptiste pour l’église d'Orsanmichele[8].
- 1413 :
  - Bréviaire de Louis de Guyenne, manuscrit enluminé par le maître de Bedford, le maître de Boucicaut et le maître d'Orose[9].
  - Le Couronnement de la Vierge, de Lorenzo Monaco[10].
- 1413-1414 : Taddeo di Bartolo, Allégories et Figures de l'histoire romaine, fresques de l'Antecappella du Palazzo Pubblico de Sienne.

- 1414-1419 : Gentile da Fabriano décore le Broletto de Brescia pour Pandolfo III Malatesta[11]. Il ne reste aucune trace de ces peintures.
- 1415-1417 : Donatello sculpte la statue de Saint Georges et le bas-relief Saint Georges libère la Princesse pour l’église d'Orsanmichele à Florence[12].

- 1417 - 1427 : sculpture de reliefs en bronze pour la cathédrale de Sienne par Lorenzo Ghiberti[13].

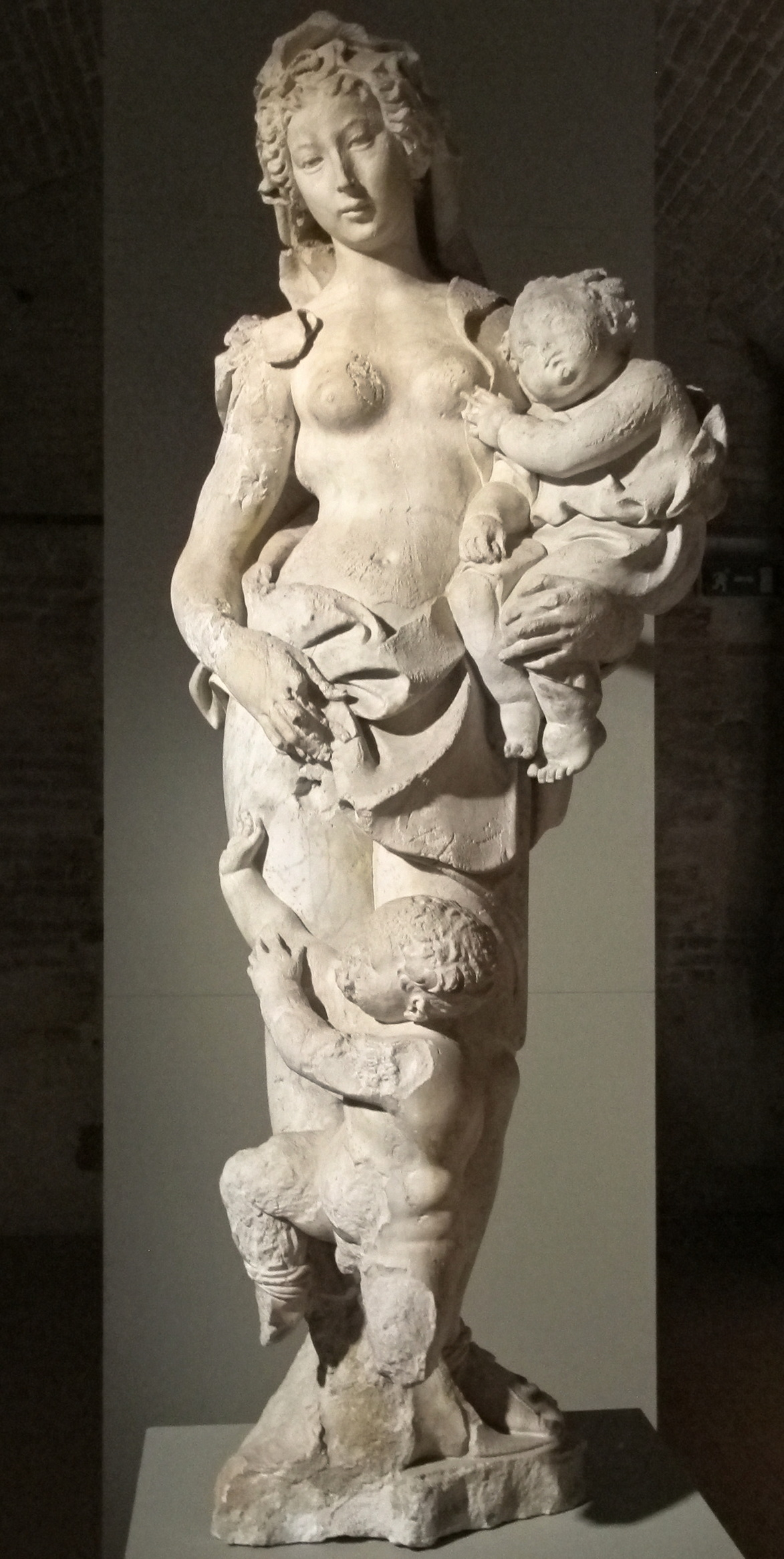
Acca Larentia, Jacopo della Quercia.
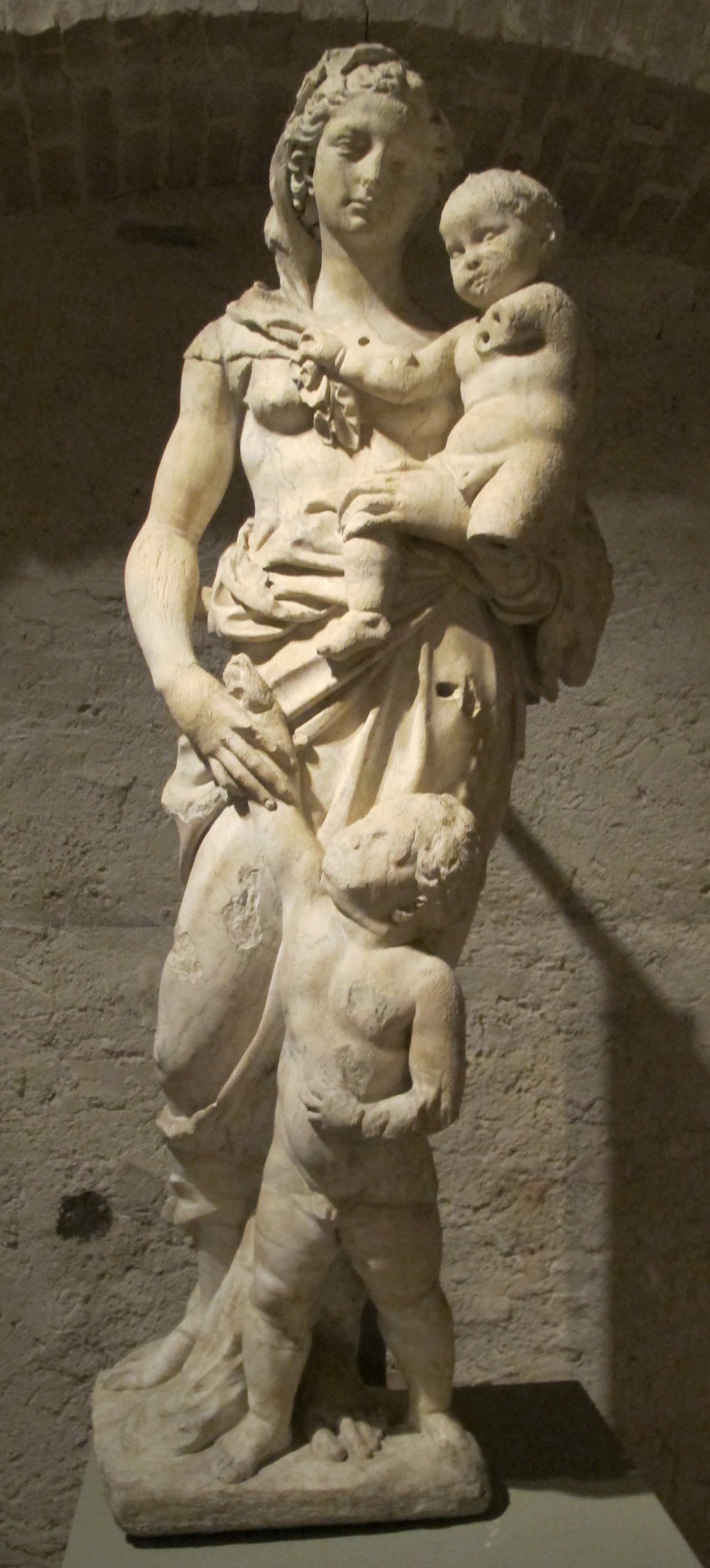
Rhéa Silvia, Jacopo della Quercia.
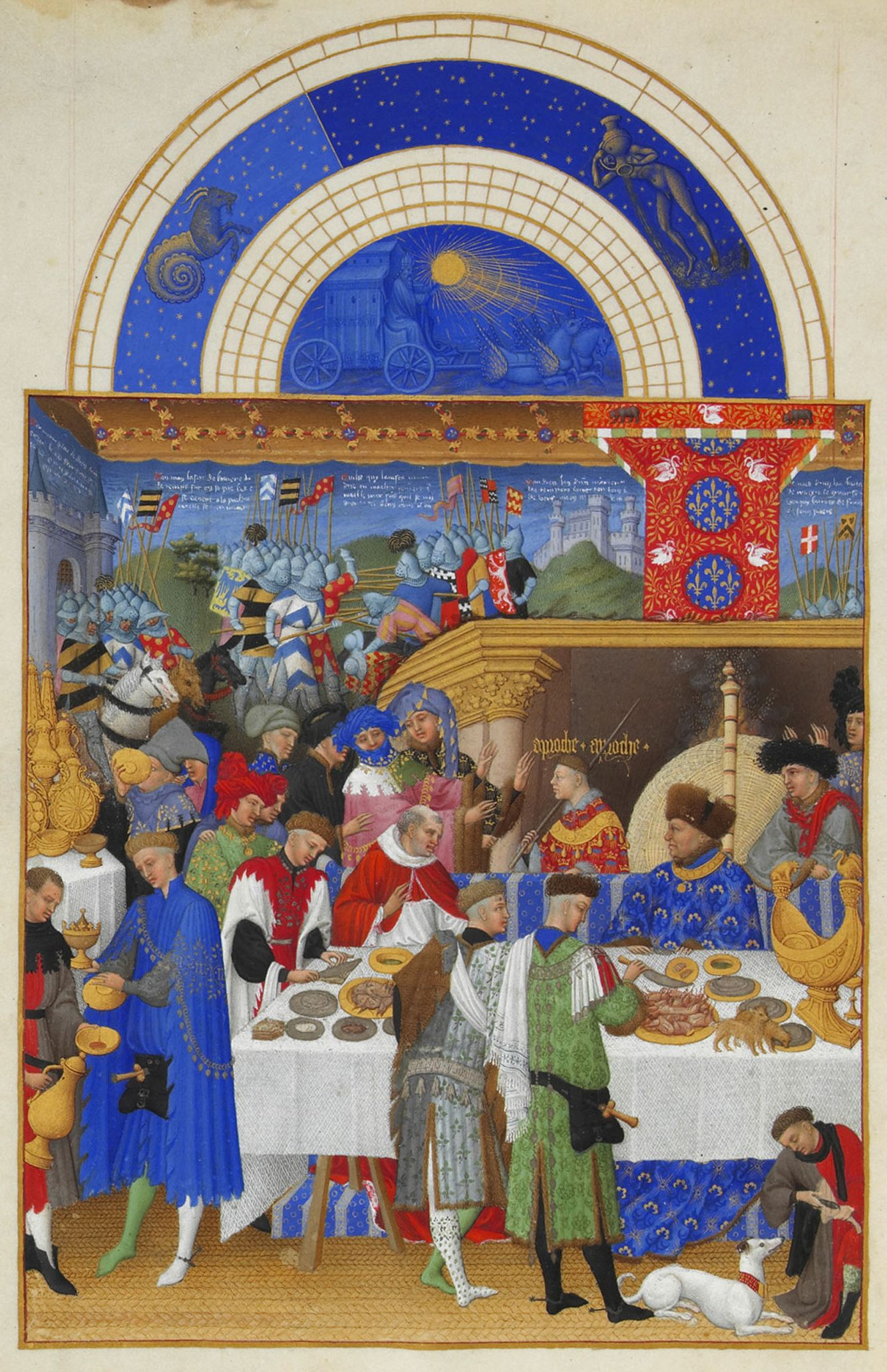
Les Très Riches Heures du duc de Berry, Janvier
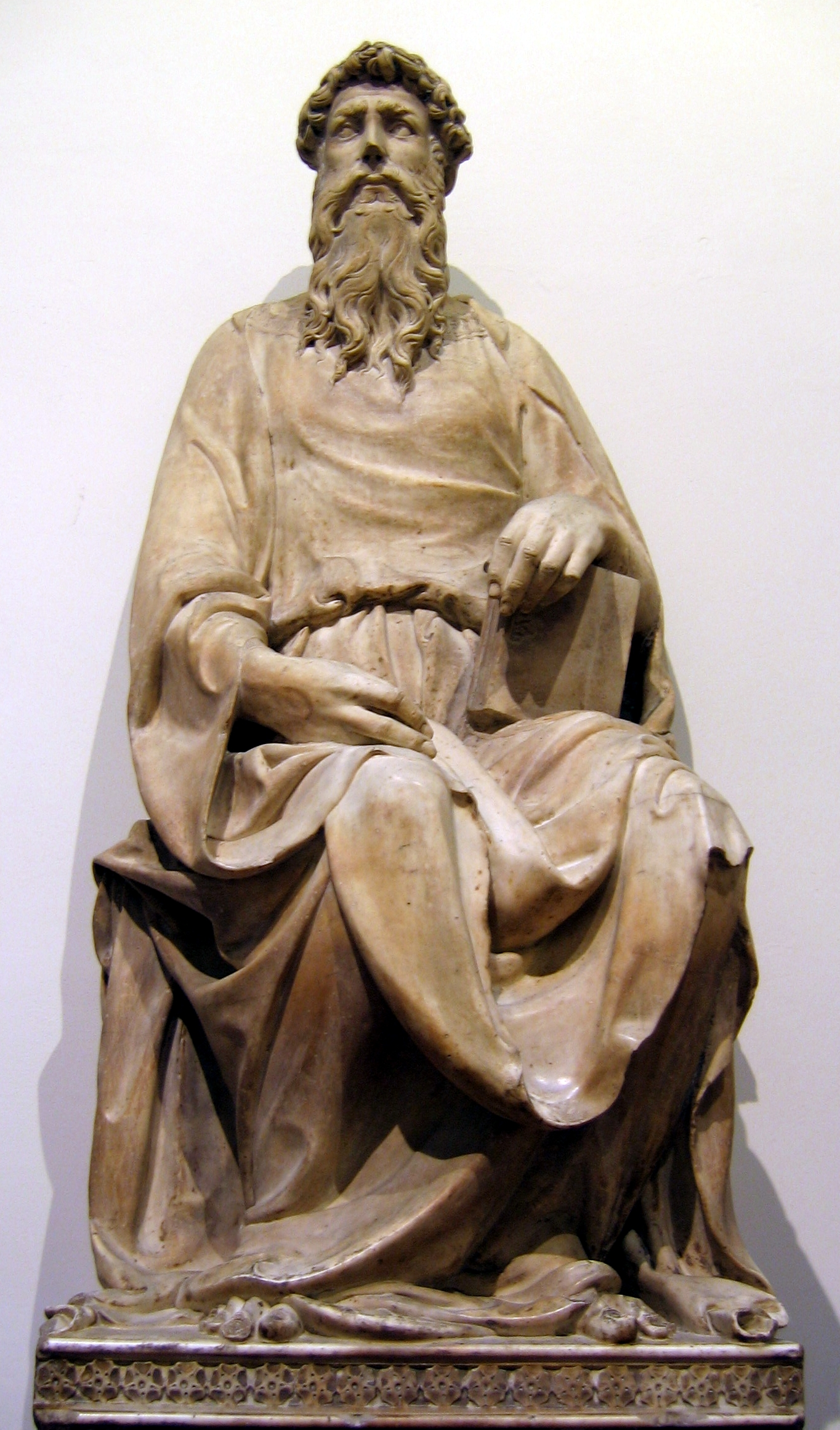
Florence : Saint Jean l'Évangéliste, statue de Donatello, est achevée en 1415
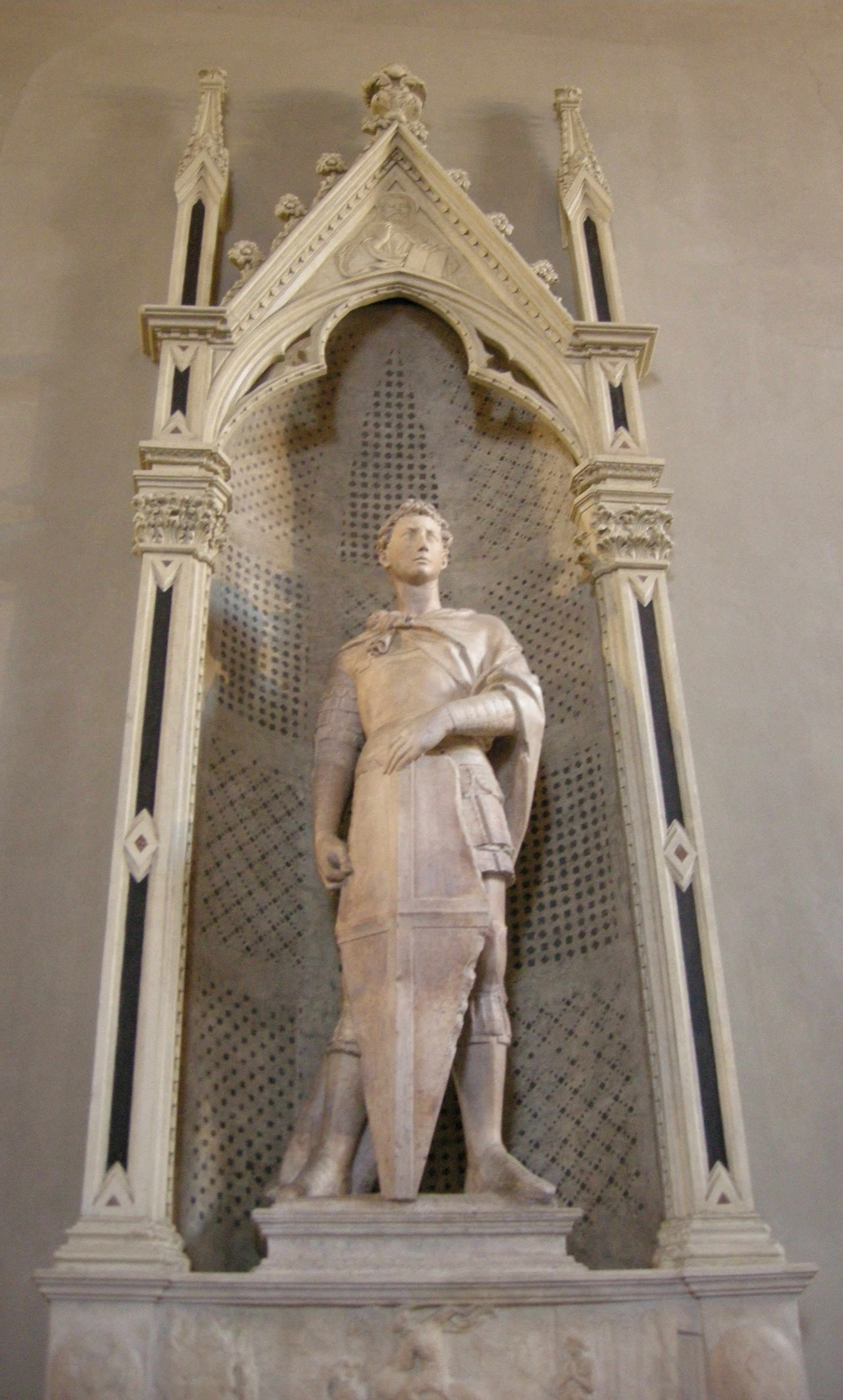
Saint Georges, de Donatello
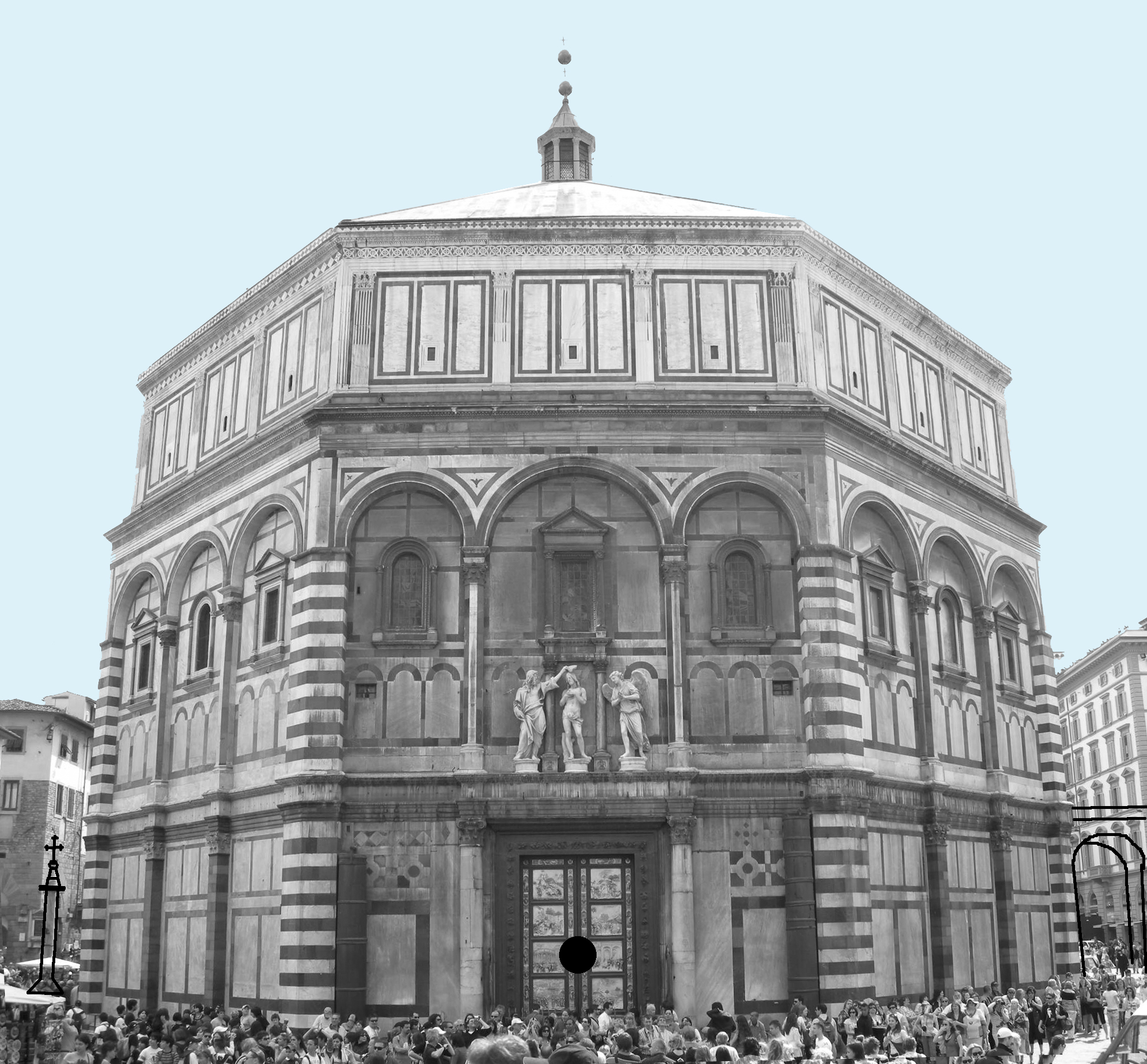
Reconstitution de l'expérience de Brunelleschi pour démontrer la perspective
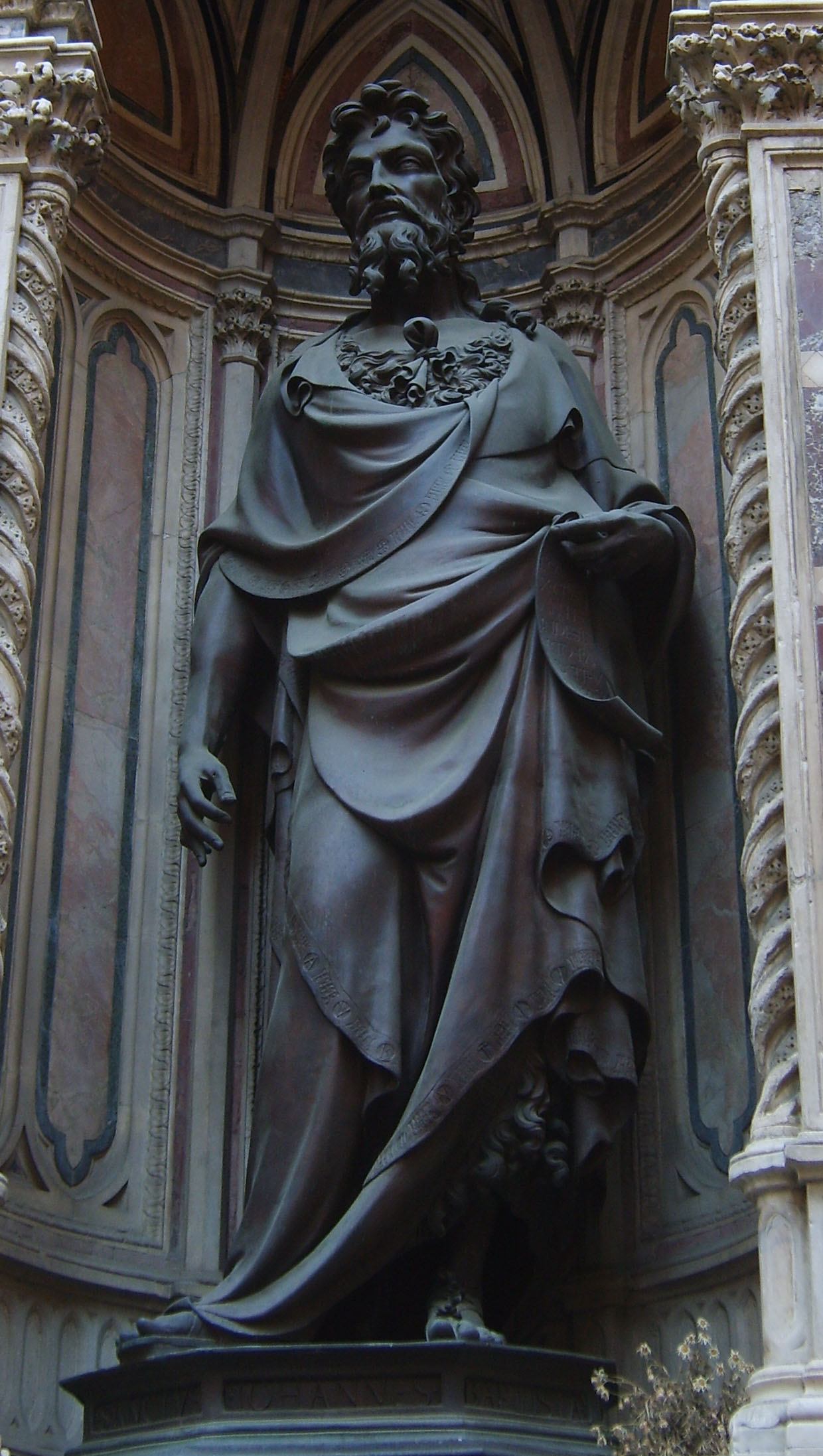
Saint Jean Baptiste, statue de Lorenzo Ghiberti à Orsanmichele
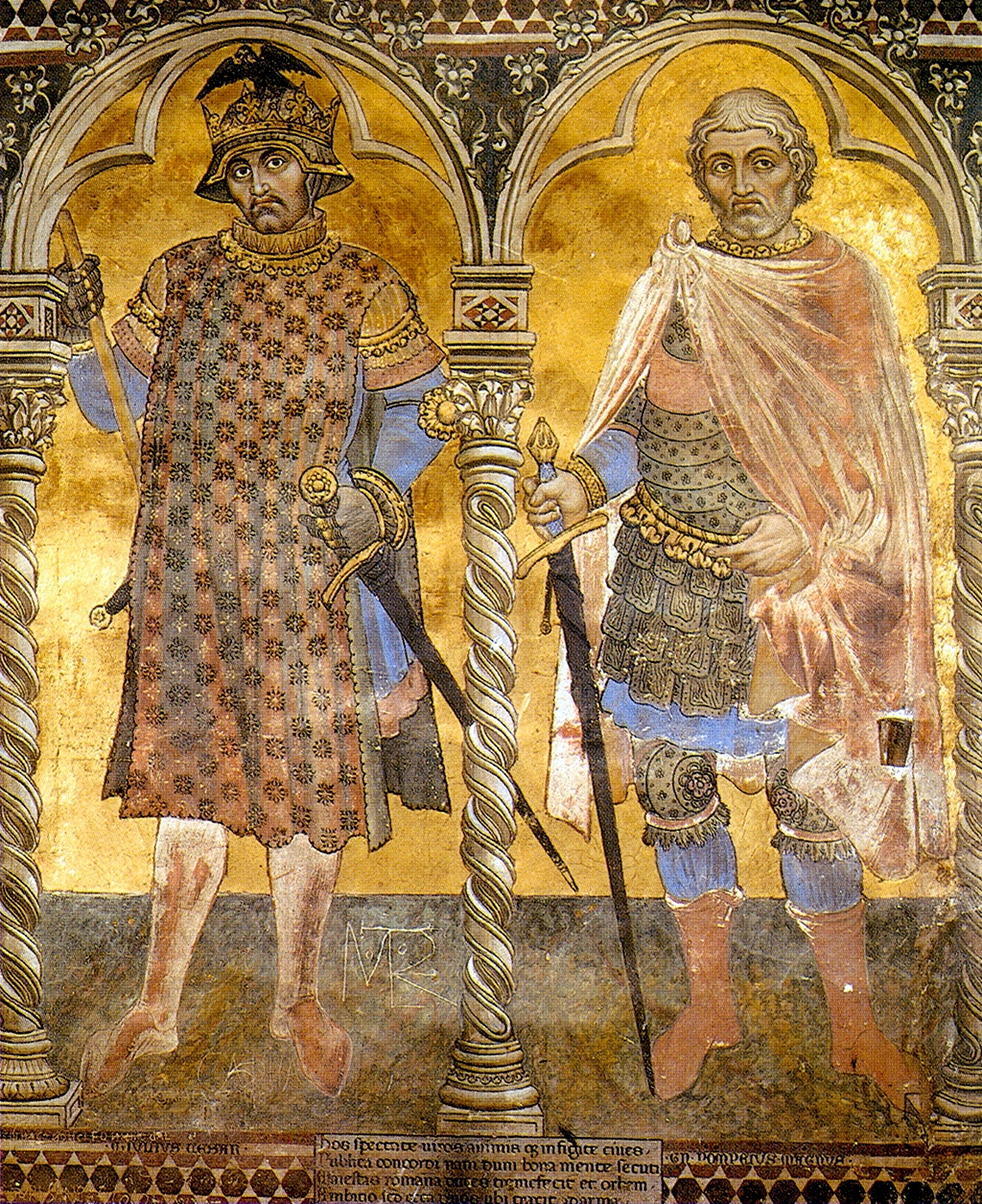
César et Pompée, Taddeo di Bartolo, 1414.

## Naissances
- 1410 :
  - Liu Jue, peintre chinois.
  - Johannes Mentelin, enlumineur, imprimeur-typographe allemand.
  - Cristoforo di Geremia, sculpteur, orfèvre et médailleur italien.
- Vers 1410 :
  - Vecchietta, peintre italien.
  - Domenico Veneziano, peintre italien.
  - Joos van Wassenhove, peintre primitif flamand.
  - Stefan Lochner, peintre allemand.
- Vers 1410/1415 :
  - Enguerrand Quarton, peintre, verrier et enlumineur français.
  - Albert van Ouwater, peintre primitif flamand.
- Vers 1410/1425 : Petrus Christus, peintre primitif flamand.
- 1412 : Zanobi Strozzi, peintre italien.
- Vers 1412/1420 : Piero della Francesca, peintre italien.
- 1413 : Jean de la Huerta, sculpteur espagnol.
- 1414 (?) : Shūbun, peintre japonais.
- Vers 1415 : Dirk Bouts, peintre primitif flamand.
- 1417 : Domenico di Michelino, peintre italien.
- 1417 ou 1419 : Kang Hŭian, peintre coréen.
- 1418 :
  - Agostino di Duccio, sculpteur italien.
  - Neri di Bicci, peintre italien.
- 23 septembre 1418 : Zanobi Machiavelli, peintre italien.
- Vers 1419 : Andrea del Castagno, peintre florentin.

## Décès
- 26 janvier 1410 : Bartolo di Fredi, peintre italien.
- 14 mars 1410 : Spinello Aretino, peintre italien.
- 1410 : Lippo Dalmasio, peintre italien.
- Vers 1410 : Théophane le Grec, peintre et iconographe russe.
- Après 1410 : Melchior Broederlam, peintre et décorateur flamand.
- 1411 : Paolo di Giovanni Fei, peintre italien de l'école siennoise.
- Après 1413 : Jacquemart de Hesdin, enlumineur français.
- Vers 1414 : Andrea Vanni, peintre et enlumineur italien de l'école siennoise.
- 1415 : Jean Malouel, peintre néerlandais.
- Vers 1415 : Niccolò di Pietro Gerini, peintre italien de l'école florentine.
- 21 janvier 1416 : Jacopo Avanzi, peintre italien.
- 1416 :
  - les frères de Limbourg, miniaturistes français.
  - Wang Fu, peintre chinois.